# Rickman Motorcycles
|  | No s'ha de confondre amb Métisse Motorcycles. |

Rickman Motorcycles va ser un fabricant independent de xassissos de motocicleta britànic. Fundada pels germans Derek i Don Rickman a New Milton, Hampshire, l'empresa fabricava inicialment bastidors per a motocicletes de motocròs (modalitat coneguda a l'època al Regne Unit com a scramble) i després per a algunes de velocitat. Entre el 1960 i el 1975 va fabricar també motocicletes completes, tant de motocròs com de carretera, i durant la dècada del 1980 va comercialitzar diverses sèries d'automòbils del tipus "kit car".

## Història

### Les Métisse de motocròs

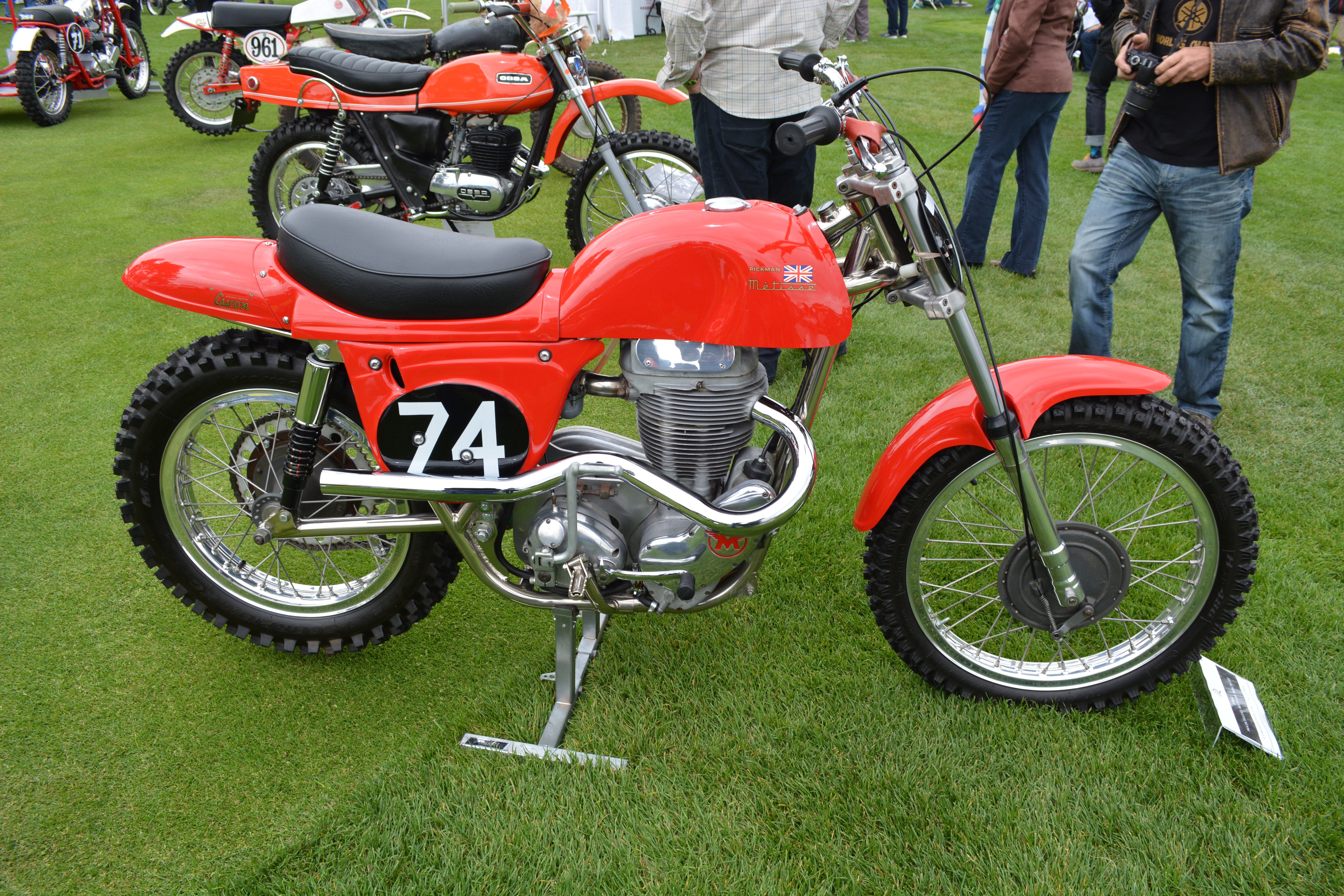
Una Rickman Métisse Mark III amb motor Matchless de 1964

Entre les creacions més conegudes dels germans Rickman hi ha les motos de motocròs Métisse de començaments de la dècada del 1960. Experts en tota mena de disciplines de fora d'asfalt, Don i Derek Rickman van competir amb èxit durant anys al campionat britànic i al d'Europa de motocròs. L'abril del 1958 van obrir la seva primera botiga de motocicletes a New Milton i el 1959 van desenvolupar el seu primer model de competició, la Rickman Métisse Mark I, millorada el 1960 amb la versió Mark II. El 1962 en va aparèixer la tercera versió, la Rickman Métisse Mark III, equipada per primer cop amb un xassís propi fet amb tub Reynolds 531, amb nova tensió a la cadena i profusió de peces de fibra de vidre.
Les Rickman Métisse eren un producte de qualitat que ajuntava el bo i millor de dos mons: d'una banda, els motors de quatre temps de 500cc britànics (BSA, Triumph, Matchless, etc.), aleshores els dominadors de l'especialitat, i de l'altra, els fiables i estables bastidors que construïen els Rickman amb l'excel·lent tub d'aliatge Reynolds. Les suspensions i altres elements (dipòsit, fibres, etc.) provenien també dels millors fabricants, de manera que les motos resultants eren un conglomerat de procedències diverses i, per aquesta raó, s'anomenaven Métisse ("mestissa" en francès). Rickman subministrava inicialment kits de bastidors al públic, ja que cap fabricant de motocicletes britànic important no venia motors per separat (més tard, quan va poder disposar finalment de motors, l'empresa va subministrar també motocicletes completes). Aquests kits es van construir per a molts tipus de motors, entre ells els bicilíndrics Triumph i els monocilíndrics BSA i Matchless. A part dels mateixos germans Rickman, nombrosos pilots de renom van aconseguir èxits al mundial de motocròs amb les Métisse, entre ells Bill Nilsson, Sten Lundin, Hubert Scaillet, John Burton, Gunnar Johansson i Bengt Åberg.
El 1960, els germans Rickman van entrar en contacte amb Bultaco i, juntament amb Paco Bultó, van crear un model a imatge de les anteriors Métisse de quatre temps, però aquest cop amb un motor de Bultaco Tralla de dos temps, inicialment de 196 cc (1963) i després, de 250cc (1964). Anomenada Bultaco Métisse, el 1965 els germans Rickman la van començar a produir en sèrie en exclusiva per al Regne Unit, mentre que Bultaco la fabricava per a la resta del món. Aquesta moto obtingué un gran èxit comercial i esportiu. El 1967 Bultaco va llançar el seu propi model de motocròs, substituint l'anterior, al qual anomenà Bultaco Pursang per contraposició ("pura sang" per comptes de "mestissa"). Tot i així, els Rickman seguiren fabricant i comercialitzant al Regne Unit les seves Métisse amb motors Bultaco.

### Altres motocicletes Rickman

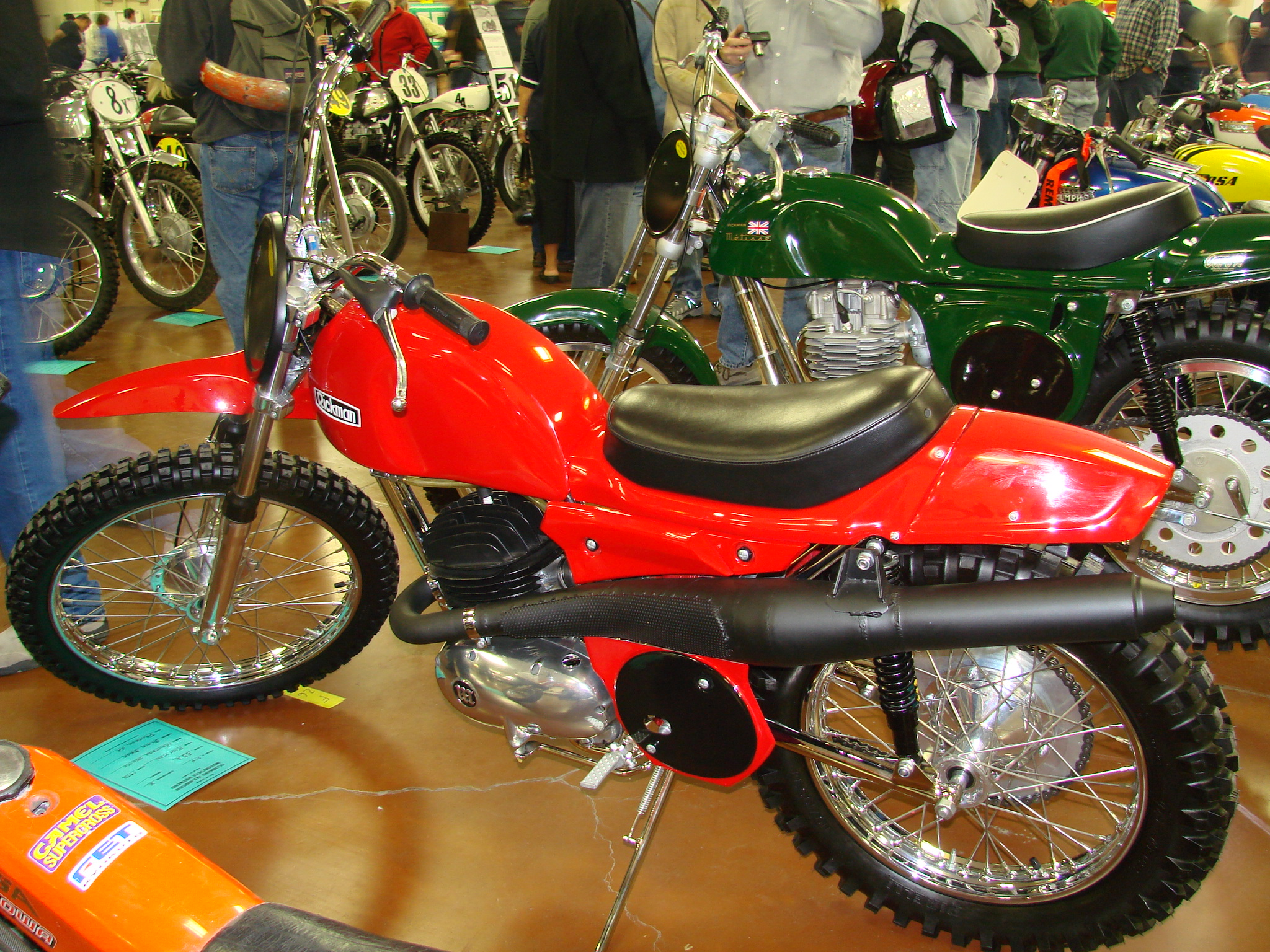
Una Rickman de motocròs amb motor Montesa de 250 cc (ca. 1971)

A mitjan dècada del 1960, els Rickman van produir també xassissos de competició per a les AJS 7R monocilíndriques de velocitat. El 1966, van desenvolupar les seves dues primeres Métisse d'aquesta modalitat en col·laboració amb Tom Kirby, Paul Dunstall i Lockheed. Amb una d'elles, Bill Ivy guanyà una cursa a Mallory Park. Aquell mateix any, es presentà a l'Earls Court Show la primera "Street Métisse", una moto de carretera matriculable equipada amb motor de Triumph Bonneville.
A finals dels seixanta, Rickman va crear una transformació a la capçalera del cilindre de 700 cc de vuit vàlvules per als motors bicilíndrics Triumph de 650 cc que va augmentar-ne considerablement la potència de sortida (fins a 60 CV o més segons l'estat de l'afinament) i va posar al descobert alguns punts febles als cigonyals i bieles de Triumph. L'ajustament de la cadena es feia mitjançant discs excèntrics en comptes de tirants per tal d'evitar desalineacions.
Al tombant del 1970, Rickman va començar a produir motocicletes de motocròs completes en tres cilindrades: 100, 125 i 250 cc. Les de 100 cc duien motors japonesos Hodaka, les de 125 en duien d'alemanys Zündapp i les de 250 cc, de catalans Montesa (concretament del model de motocròs de la marca, la Montesa Cappra). Aquestes motos ja no es comercialitzaven sota la marca Rickman Métisse, sinó simplement com a Rickman. Moltes d'aquestes motos es van produir de 1971 a 1975, la majoria d'elles per a ser exportades a l'Amèrica del Nord.
Després que la fàbrica de Royal Enfield tanqués el 1970, poc més de 200 motors Interceptor de la sèrie II van quedar varats al moll, camí dels Estats Units per a ser lliurats al conegut preparador de motocicletes nord-americà Floyd Clymer. Com que Clymer es va morir just aleshores, els seus agents d'exportació (Mitchell's, de Birmingham), es van fer càrrec dels motors i els van demanar xassissos als germans Rickman, els quals van fabricar aleshores una sèrie limitada de 137 Rickman Interceptor.

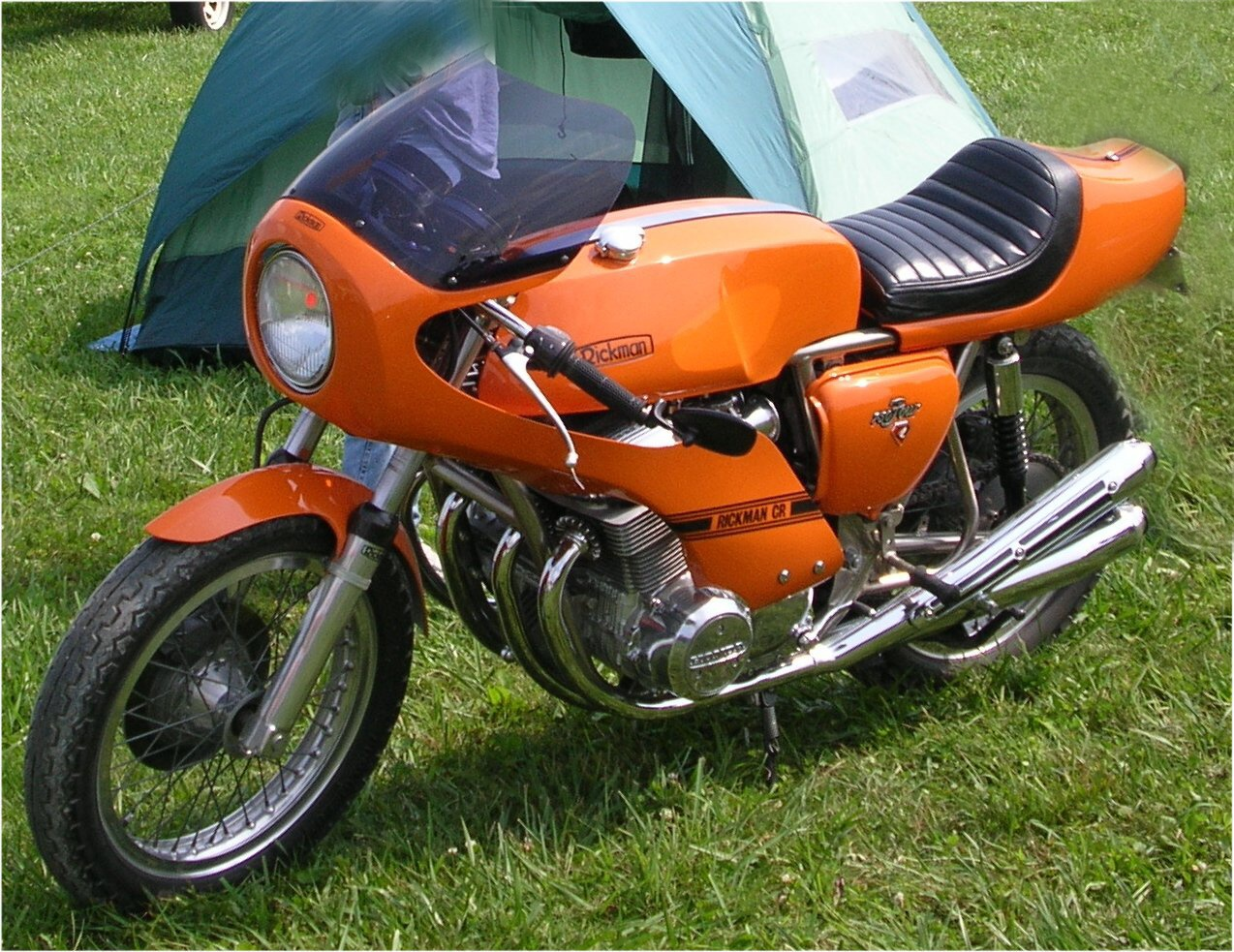
Una Rickman Honda CR750 (ca. 1974), coneguda com a Rickman CR

El 1974, Rickman va rebre el Queen's Award to Industry pel seu negoci d'exportació, just el mateix any que Norton Villiers Triumph va fer fallida. Els germans Rickman van centrar la seva atenció llavors en motors japonesos més grans i van començar a vendre kits de bastidor per a motos d'aquests fabricants, entre elles l'Honda CB750 i la Kawasaki Z1. Rickman va produir models com ara les Rickman Honda 750, Rickman Kawasaki Z1 i Z90, Rickman Honda Bol d'Or 10th century, Rickman Kawasaki Z1000 i Rickman Suzuki GS1000. Les seves motocicletes de carretera van ser les primeres a emprar frens de disc tant davant com darrere (una empresa conjunta amb Lockheed).
Tant les motocicletes que fabricava Rickman com els seus kits de bastidor eren coneguts pel seu bell treball de fibra de vidre i els xassissos niquelats. Entre les innovacions de la firma hi havia l'ús de forquilles telescòpiques de gran diàmetre (1-5/8", o 41,2 mm) i tubs de xassís buits que feien de dipòsit d'oli per tal d'ajudar a dissipar l'escalfor i estalviar pes.

## Final de l'empresa
La companyia va deixar de produir motocicletes completes el 1975, però va continuar produint accessoris. Finalment, durant la dècada del 1980, els Rickman es van retirar i van vendre les seves peces a una empresa anomenada MRD ("Model, Replica & Design"), fins aleshores especialitzada en models d'avions. Així va néixer l'empresa 'MRD Metisse', dirigida per Pat French, un fan de les Rickman Métisse. El negoci va anar bé a fins al tombant de dècada, però a començaments de la del 1990 va començar a afluixar. El 1999 va entrar en escena un altre entusiasta que va crear una nova empresa, Métisse Motorcycles Ltd, i li va comprar el negoci a Pat French, inclosos alguns elements posteriors i els drets d'ús de la paraula 'Métisse'.
Durant tot aquest període, Adrian Moss, un altre fan de Rickman (a més de reeixit pilot de motocròs i amic personal dels dos germans), fou el primer a detectar que la Mark III seria el model més popular de tota la història de la marca. Moss, qui ja estava construint motos i recanvis Rickman alhora que hi participava en competicions (el 1981 va crear la British Bike Bonanza, una cursa anual de motocròs destinada a motocicletes anteriors a 1965 que encara s'organitza actualment), va aconseguir que el nom de l'empresa, Rickman Motorcycles, li fos cedit sota llicència i posteriorment li fou venut, cosa que va permetre que la producció de les genuïnes motocicletes Rickman continués com sempre s'havia fet, ara des de la seva empresa Rickman Motorcycles Ltd.
Derek i Don Rickman van ser introduïts al Motorcycle Hall of Fame de l'AMA el 2007.

## Kit cars
El 1985, abans que els germans Rickman es retiressin, Rickman Engineering Limited es va diversificar en enginyeria general i en la producció d'una sèrie de "kit cars" (automòbils que es venen per peces per a permetre als constructors afeccionats de construir-se'ls ells mateixos), un d'anomenat Rickman Ranger, amb una versió de carrosseria en fibra de vidre similar a la del Suzuki Jeep, i un coupé esportiu Metisse, basat en peces mecàniques obtingudes de vehicles usats i altres de fabricació individual. Rickman i, més tard, l'empresa Lomax Company, van produir més de 1.000 d'aquests vehicles. El Ranger el va produir més tard a Rússia l'empresa Avtokam.

Kit cars de Rickman
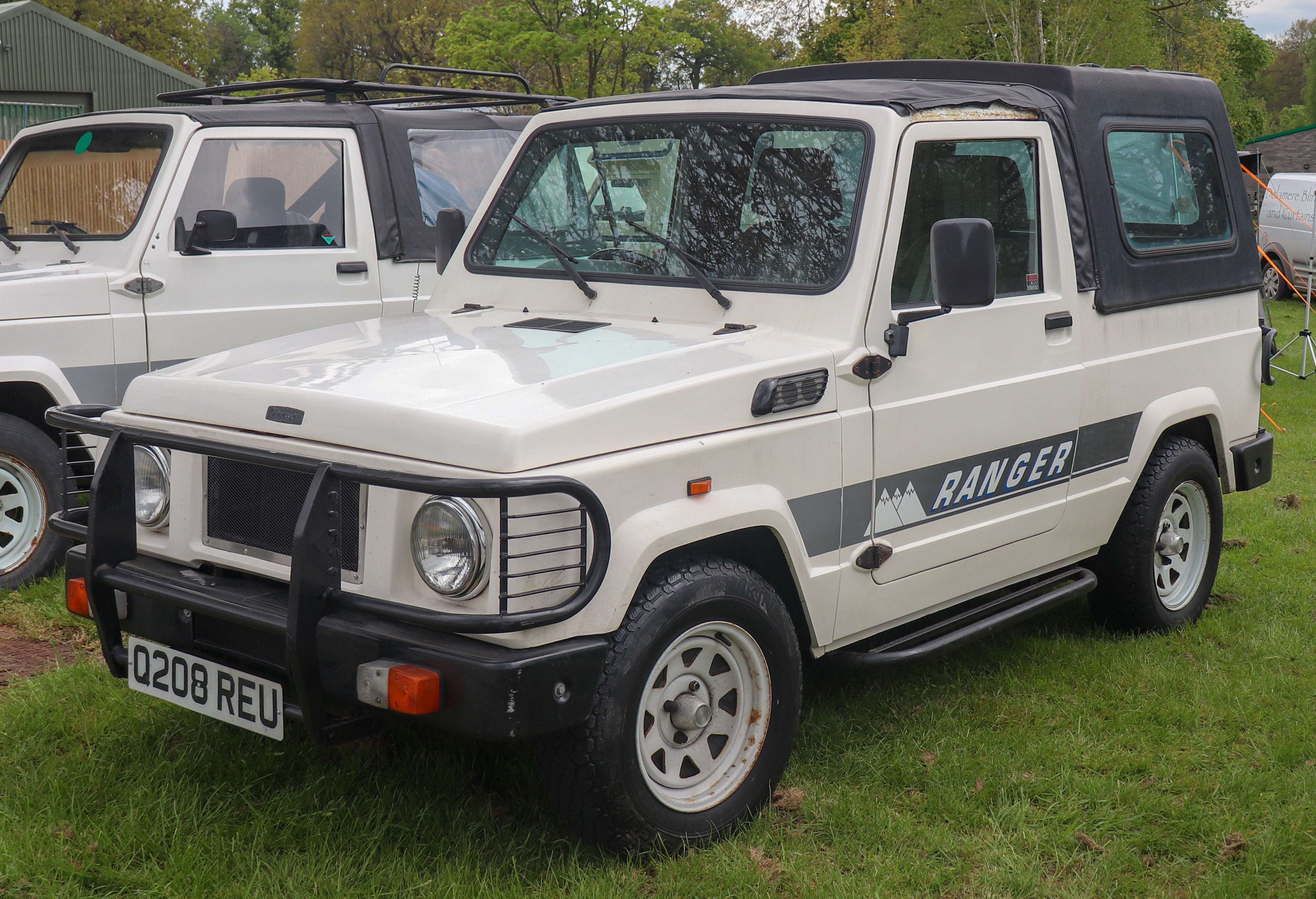
Rickman Ranger amb capota
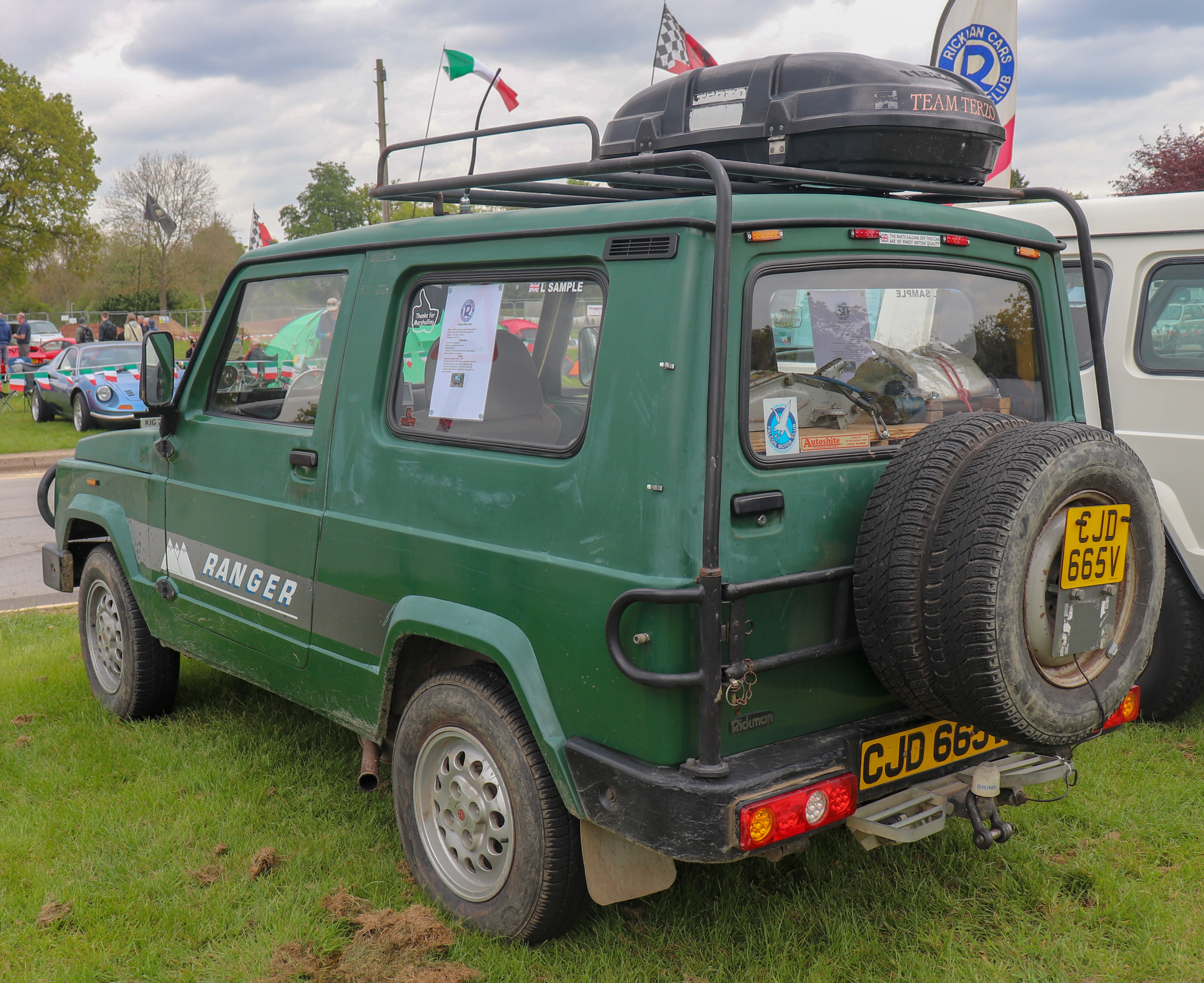
Rickman Ranger amb sostre normal
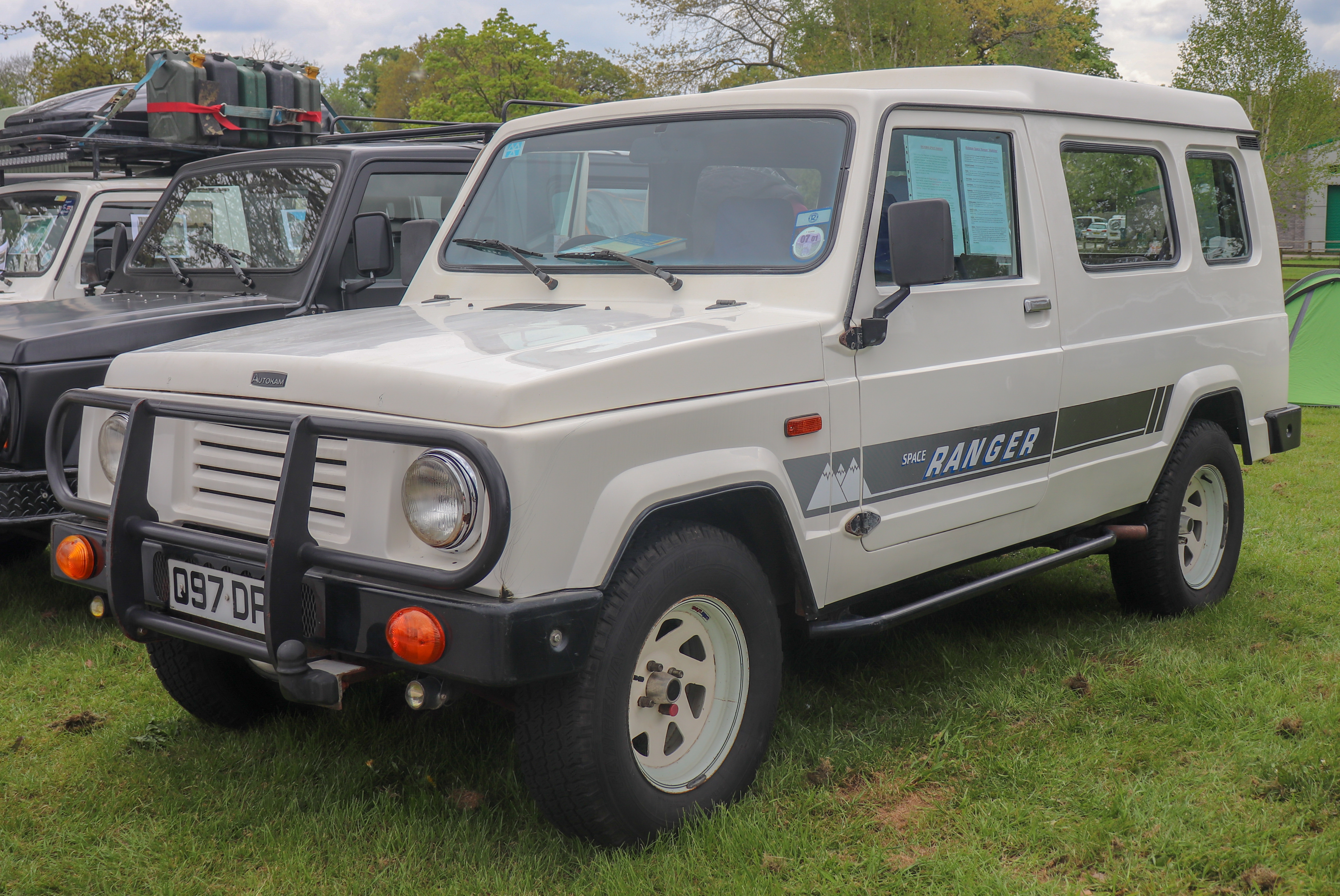
Rickman Space Ranger
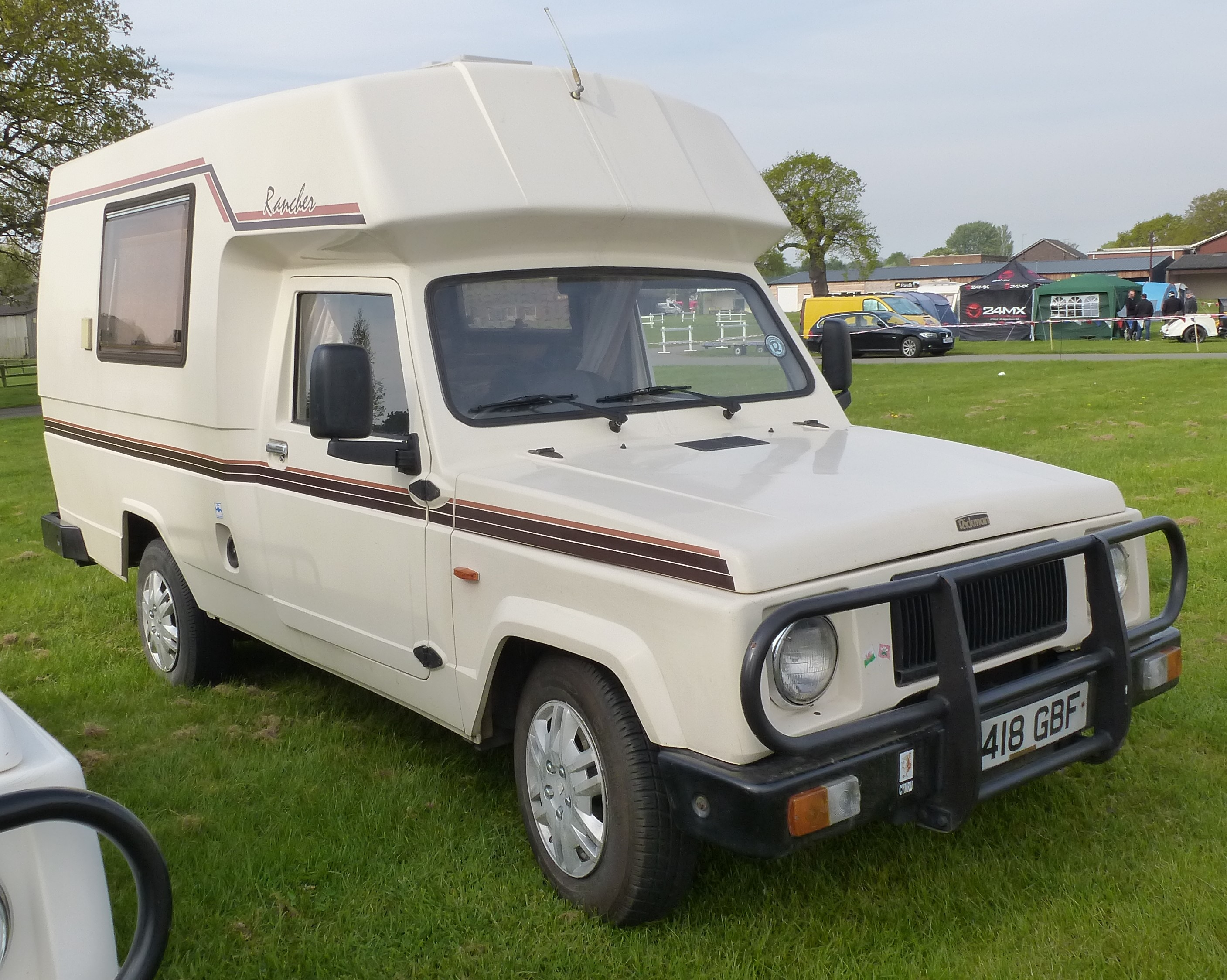
Rickman Rancher